# Scandalo Ejima-Ikushima
Lo scandalo Ejima-Ikushima (江島生島事件?, Ejima Ikushima jiken) fu un evento che sconvolse nel 1714 la corte dello shōgun Tokugawa Ietsugu e che portò a decine di esili dalla capitale dello shogunato Edo.

## Lo scandalo Ejima-Ikushima

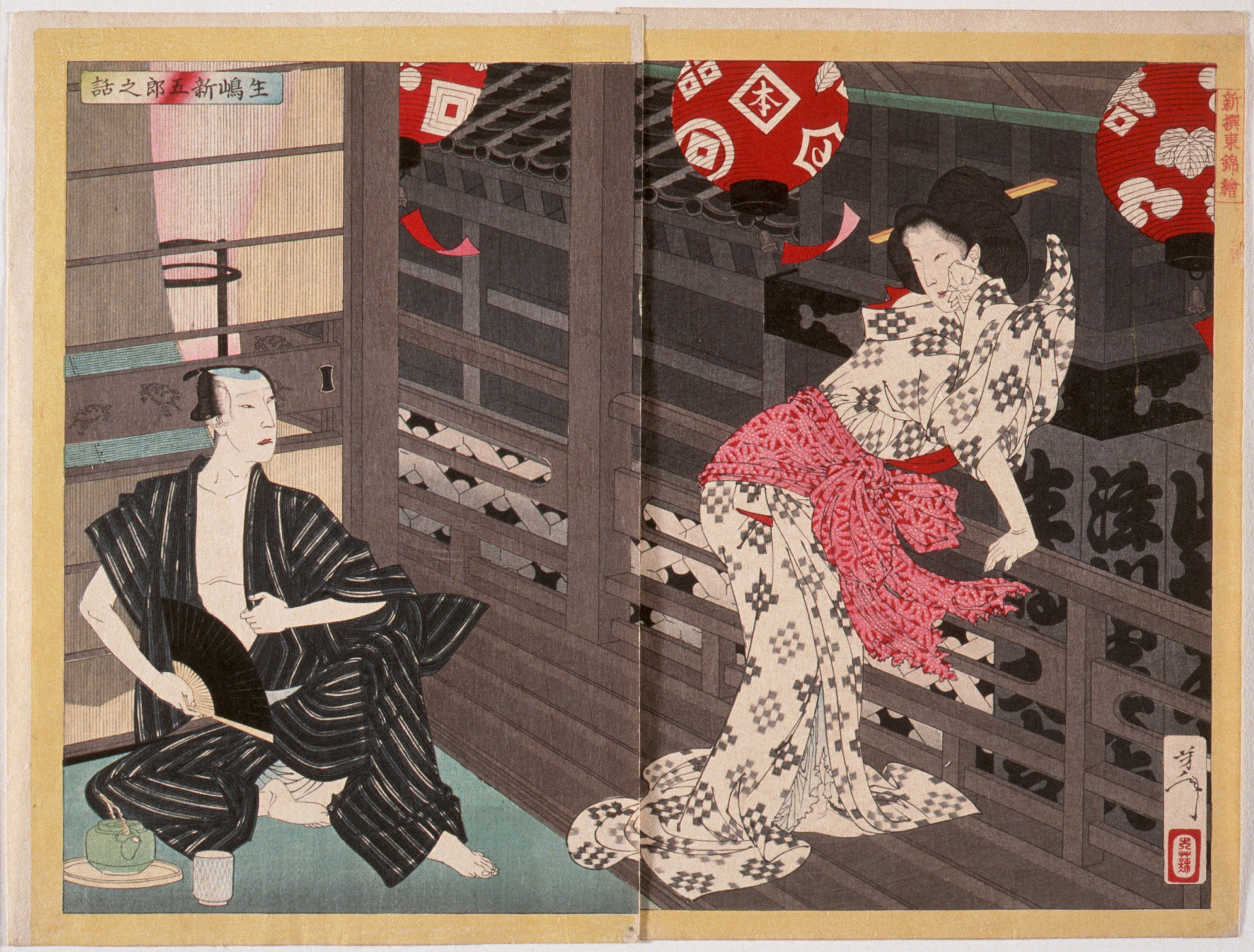
Ejima e Ikushima Shingorō in una rappresentazione del 1886 di Yoshitoshi

Nel 1714 Ejima, una delle più importanti e note dame di compagnia della madre dello shōgun Tokugawa Ietsugu, fu colta in flagrante in intimità con l'attore di kabuki Ikushima Shingorō, mentre questa si era recata al teatro Yamamura durante un pellegrinaggio al Zōjō-ji.
Per questa relazione illecita, che infrangeva la rigida etichetta della corte della corte dello shogunato e minava il suo onore e quello della madre, lo shōgun ebbe una reazione severissima che coinvolse tutti coloro che in vario modo avrebbero favorito e coperto la tresca: fece demolire il teatro in cui si esibiva l'artista e procedette a comminare l'esilio a decine di persone, oltre ad i due amanti, considerate complici, come il pittore Kaigetsudō Ando.
La vicenda ebbe molta eco nelle arti del paese del Sol Levante. Nel 1955 fu pubblicato a puntate sul Tokyo Shinbun una versione romanzata della vicenda, scritta da Seiichi Funahashi, da cui fu tratto nello stesso anno il film Ejima Ikushima diretto da Hideo Ōba. Anche il film del 2006 Ō-oku - Il film, diretto da Tōru Hayashi, è ispirato parzialmente alla vicenda.